# وليدو الضباب
وليدو الضباب (بالإنجليزية: Mistborn)‏ هي سلسلة من روايات الخيال الملحمي التي كتبها الكاتب الأمريكي براندون ساندرسون ونشرتها دار كتب تور. تتألف الثلاثية الأولى، التي نُشرت بين عامي 2006 و2008، من الإمبراطورية الأخيرة وبئر الصعود وبطل العصور. صدرت سلسلة ثانية بين عامي 2011 و2022، وتتكون من رباعية سبائك القانون وظلال الذات وعصابات الحداد والمعدن المفقود. كما أصدر ساندرسون رواية قصيرة في عام 2016 بعنوان وليدو الضباب: التاريخ السري. ويخطط ساندرسون لكتابة سلسلتين ثالثة ورابعة.
تدور أحداث ثلاثية وليدو الضباب الأولى حول جهود مجموعة سرية من اللومانسرز الذين يحاولون الإطاحة بإمبراطورية ديستوبية وتأسيس أنفسهم في عالم مغطى بالرماد. حققت الثلاثية الأولى نجاحًا كبيرًا. دفع هذا النجاح ساندرسون إلى مواصلة تطوير عالمه الخيالي، كوزمير، والذي يتضمن أيضًا أرشيف ستورملايت. تدور أحداث السلسلة الثانية بعد حوالي 300 عام من نهاية الثلاثية الأولى، وتدور أحداثها حول مغامرات شخصية أُجبرت على الانتقال إلى المدينة الكبيرة، وتبدأ في التحقيق في عمليات الاختطاف والسطو. تدور أحداث السلسلة الثالثة في عصر الكمبيوتر المبكر باستخدام تكنولوجيا الثمانينيات. ومن المقرر أن تكون السلسلة الرابعة عبارة عن أوبرا فضائية.